# Кабрера, Анхель (зоолог)
Анхель Кабрера (исп. Ángel Cabrera y Latorre; 24 февраля 1879, Мадрид — 7 июля 1960, Ла-Плата) — испанско-аргентинский зоолог.

## Биография
Кабрера родился в Мадриде и учился в местном университете. С 1902 года работал в Национальном музее естественных наук. Совершил несколько экспедиций в Марокко. В 1907 году предложил выделить иберийского волка в подвид Canis lupus signatureus.
В 1925 году Кабрера поехал в Аргентину и остался там на всю жизнь. Он был куратором отдела палеонтологии позвоночных в музее Ла-Платы. Кабрера совершил экспедиции до Патагонии и Катамарки.
Главным трудом была его книга «Млекопитающие Южной Америки» (1940).